# John Yeats
John Yeats (ur. 27 grudnia 1997) – kanadyjski zapaśnik walczący w stylu klasycznym.
Brązowy medalista mistrzostw panamerykańskich w 2023; piąty w 2022. Mistrz panamerykański juniorów w 2017 roku.